# Álvaro Lopes Cançado
Álvaro Lopes Cançado, genannt Nariz, (* 8. Dezember 1912 in Uberaba; † 19. September 1984 ebenda) war ein brasilianischer Fußballnationalspieler. Er spielte auf der Position eines Mittelfeldspielers.

## Laufbahn

### Verein
Zunächst soll Nariz im Granbery Gymnasium in Juiz de Fora und beim Tupi FC als Jugendlicher gespielt haben, bevor er mit achtzehn Jahren 1930 seine Karriere beim Atlético Mineiro aus Belo Horizonte startete. Für diesen soll er 33 Spiele bestritten haben. Nach drei Jahren ging er nach Rio de Janeiro zum Fluminense FC, wo er bei seinem kurzen Aufenthalt 46 mal spielte. Danach wechselte Nariz zum Lokalrivalen Botafogo FR, welchem er sieben Jahre lang bis zum Ende seiner Laufbahn treu blieb. Für den Klub soll er 165 mal aufgelaufen sein und dabei zwei Tore erzielt haben. Sein letztes Spiel bestritt er am 16. Februar 1941 bei der Copa Burgos.

### Nationalmannschaft
Sein erstes Länderspiel, allerdings inoffiziell, war am 16. Dezember 1934 ein Freundschaftsspiel gegen den Palmeiras São Paulo. Sein erstes offizielles Länderspiel bestritt er am 3. Januar 1937 bei der Campeonato Sudamericano 1937 gegen Chile. Bei dem Turnier bestritt Nariz insgesamt drei Spiele. Ein weiterer Einsatz und dann auch sein letzter erfolgte bei der Fußball-Weltmeisterschaft 1938 am 14. Juni 1938 im Spiel gegen die Tschechoslowakische Fußballnationalmannschaft.

### Laufbahnende
Während seiner aktiven Laufbahn beendete Nariz sein Studium als Mediziner. Bereits während der Fußball-WM 1938 trat er nicht nur als Spieler auf, sondern betreute auch die Mannschaft als Arzt. Er praktizierte u. a. als Mannschaftsarzt für den Botafogo FR.

## Trivia
In seiner Geburtsstadt Uberaba wurde eine Straße nach ihm benannt, die Rua Doutor Álvaro Lopes Cançado.
Nariz verstarb 1984 mit 71 Jahren durch Selbstmord.

## Erfolge
Nationalmannschaft
- Campeonato Sudamericano: Vizemeister 1937

Atletico Mineiro
- Staatsmeisterschaft von Minas Gerais: 1931, 1932

Botafogo
- Staatsmeisterschaft von Rio de Janeiro: 1935
- Copa Burgos[6]: 1941